# Carigrajski prekop
Carigrajski prekop (turško: Kanal İstanbul) je projekt umetne morske poti na ravni morja. ki ga Turčija načrtuje na evropski strani Carigrada in bi povezal Črno z Marmarskim morjem in s tem Egejskim in Sredozemskim morjem. Carigrajski prekop bi razdelil sedanjo evropsko stran Carigrada in tako oblikoval otok med Azijo in Evropo (otok bi imel obalo s Črnim morjem, Marmarskim morjem. novim prekopom in Bosporjem). Nova vodna pot bi zaobšla sedanji Bospor.
Carigrajski prekop želi zmanjšati ladijski promet v Boporskem prelivu. Predvidena zmogljivost bo 160 plovnih prevozov na dan - podobno kot trenutni obseg prometa skozi Bospor, kjer prometni zastoji pustijo ladjam voziti skozi prehod preliva tudi v prostih dneh. Nekateri analitiki ugibajo, da bi bil glavni razlog za gradnjo prekopa obhod Montreuške konvencije o režimu Turške ožine z dne 20. julija 1936, ki omejuje število in tonažo ladij črnomorskih sil, ki bi lahko skozi Bospor vstopile v morje. Januarja 2018 je turški premier Binali Yıldırım napovedal. da za Carigrajski prekop ne bo veljala Montreuška konvencija.
Projekt Carigrajski prekop vključuje tudi izgradnjo pristanišč (velik kontejnerski terminal v Črnem morju, blizu Carigrajskega letališča), logistične centre in umetne otoke, ki jih je treba povezati s prekopom ter izgradnjo novih potresno odpornih stanovanjskih območij vzdolž prekopa . Umetni otoki bodo zgrajeni s pomočjo zemlje izkopane za prekop. V projekt prekopa naj bi bili vključeni tudi hitri vlaki Halkali-Kapikule, vlaki TCDD ter metroji Yenikapi-Sefakoy-Beylikduzu in Mahmutbey-Esenyurt v Carigradu ter avtocesti D-100, avtocesta Tem, avtoceste Sazlibosna. Pričakuje se, da bo financiranje prekopa potekalo prek modela zgradi-upravljaj-prenesi, lahko pa bi ga financirali tudi z javno-zasebnimi partnerstvi. Vlada pričakuje, da bo s prekopom letno ustvarila 8 milijard dolarjev prihodka, deloma tudi zahvaljujoč se pristojbini za storitve za tranzit .

## Zgodovina

### Prvi predlogi
Koncept prekopa, ki bi povezal Črno morje z Marmarskiim morjem, je bil v zgodovini predlagan vsaj sedemkrat.
Prvi predlog je dal osmanski sultan Sulejman Veličastni (vladal 1520–1566). Načrte za projekt naj bi zasnoval njegov arhitekt Mimar Sinan. Projekt je bil iz neznanih razlogov opuščen.
6. marca 1591, v času vladavine sultana Murata III., je bil izdan cesarski ferman (ukaz) in začelo se je delo na projektu, vendar je bil znova neznanih razlogov projekt ustavljen.
Leta 1654, v času sultana Mehmeda IV., je bil izveden pritisk za obnovo izgradnje prekopa, vendar brez uspeha.
Sultan Mustafa III. (vladal 1757–1774) je leta 1760 poskusil dvakrat, vendar projekta zaradi ekonomskih težav ni mogel nadaljevati.
V času vladavine sultana Mahmuda II. (vladal 1808–1839) je bil ustanovljen Cesarski osmanski odbor, ki bi projekt še enkrat preučil. Leta 1813 je bilo pripravljeno poročilo, vendar konkretnih korakov ni bilo.

### Sodobni predlogi
Popolnoma nasprotno stališče je bilo začrtano v načrtu 1920–52 za Atlantropa. (tudi Panropa, velikanska inženirska in kolonizacijska ideja, ki jo je zasnoval nemški arhitekt Herman Sörgel v dvajsetih letih 20. stoletja) ki je predlagal, da se zgradi hidroelektrarna čez Gibraltarsko ožino, s čimer se površina Sredozemskega morja spustila do 200 metrov. Ta načrt je vključeval jez čez Dardanele za zadrževanje Črnega morja.
Svetovalec ministrstva za energetiko Yüksel Önem je projekt revidiranja alternativne vodne poti Bosporju predlagal v reviji turške organizacije za standardizacijo leta 1985 in v reviji znanstvenega in tehničnega časopisa turškega znanstvenega sveta leta 1990 .
Leta 1991 je Nusret Avcı. vodja odbora za okolje v mestni občini Carigrad predlagal, da se lahko zgradi 23-km prekop, ki bi potekal med Silivrijem in Karacaköyem. Predlagal je, da bi ta prekop znatno zmanjšal nevarnosti pomorskega prometa in onesnaževanja v Bosporju .
Končno je 17. januarja 1994, tik pred lokalnimi volitvami, vodja Stranke demokratske levice (DSP) Bülent Ecevit predlagal prekop, ki bi povezal Črno morje z Marmarskim morjem. 

## Projekt

### Predlog
Navedeni namen projekta je zmanjšati velik pomorski promet skozi Bospor in zmanjšati tveganja in nevarnosti, povezane zlasti s tankerji.
Skozi Bosporski preliv letno preide približno 41.000 plovil vseh velikosti, med njimi 8000 tankerjev. ki prevažajo 145 milijonov ton surove nafte. Mednarodni pritisk za povečanje tonaže morskega prometa skozi preliv narašča, kar prinaša tveganja za varnost morske plovbe med prehodom. Na Bosporju je skoraj trikrat večji promet kot v Sueškem prekopu. Prekop bi nadalje pomagal preprečevati onesnaževanje tovornih ladij, ki bi peljale skozi ali bi bile privezane v Marmarskem morju pred južnim vhodom na Bospor .
Naslednja tabela prikazuje skupno količino in količino velikih plovil, ki so prešla skozi Bospor :
| Leto | Skupaj bruto t | Ladje daljše od 200 m |
| ---- | -------------- | --------------------- |
| 2006 | 475.796.880    | 3.653                 |
| 2007 | 484.867.696    | 3.653                 |
| 2008 | 513.639.614    | 3.911                 |
| 2009 | 514.656.446    | 3.871                 |
| 2010 | 505.615.881    | 3.623                 |
| 2011 | 523.543.509    | 3.800                 |
| 2012 | 550.526.579    | 3.866                 |
| 2013 | 551.771.780    | 3.801                 |
| 2014 | 582.468.334    | 3.895                 |
| 2015 | 565.216.784    | 3.930                 |
| 2016 | 565.282.287    | 3.873                 |
| 2017 | 599.324.748    | 4.005                 |
| 2018 | 613.088.166    | 4.106                 |

### Lega
15. januarja 2018 je bila razglašena trasa projekta. Končna trasa za Carigrajski prekop je bila izbrana po študijah petih alternativnih smeri. Ministrstvo za promet je sporočilo, da bo projekt potekal skozi jezero Küçükçekmece v bližini Marmarskega morja. Potekal bo skozi okrožja Avcılar in Başakşehir, preden bo dosegel Črno morje v okrožju Arnavutköy severno od mesta. Sedem kilometrov poti poteka skozi Küçükçekmece, 3,1 km skozi Avcılar, 6,5 km skozi Başakşehir, večji 28,6-kilometrski del poti pa skozi Arnavutköy.
Vodna pot bo dolga 45 km, globina 20,75 m. Njegova širina bo 360 m na površini in 275 m na dnu.
Največje velikosti ladij, ki bi lahko prehajale preko prekopa, so bile določene kot dolžina 275–350 metrov, široke 49 metrov, ugrez 17 metrov in svetla višina 58 metrov .
|                  | Carigrajski prekop | Panamski prekop | Sueški prekop |
| ---------------- | ------------------ | --------------- | ------------- |
| Širina           | 275 m              | 62,5 m          | 205 m         |
| Dolžina          | 45 km              | 80 km           | 193 km        |
| max širina ladje | 77,5 m             | 51,2 m          | 51,2 m        |

### Priprave na projekt
23. septembra 2010 je kolumnist časnika Sabah Hıncal Uluç napisal članek z naslovom Nori projekt s strani predsednika vlade, ne da bi omenil vsebino projekta. Uluç je v tem članku napisal svojo reakcijo na telefonski klic s premierjem Erdoganom in izjavil, da »sem imel telefon v roki in zmrznil. To je najbolj nor projekt, ki sem ga slišal za Carigrad. Če bi me kdo prosil, naj naštejem tisoč projektov, mi še vedno ne bi prišlo na pamet. To je tako noro«. Ta članek je privedel do ustvarjanja reklame okrog projekta, ki so ga poimenovali kot nor projekt (turško: Çılgın Proje) .
Kaže, da je vlada Stranke pravičnosti in razvoja (AKP) že prej začela diskretne študije o projektu in da so bili sprejeti konkretni koraki za oživitev tega projekta. Minister za promet Binali Yıldırım je omenjeni projekt maja 2009 predstavil parlamentu. 27. aprila 2011 je takratni premier Recep Tayyip Erdoğan uradno napovedal projekt Prekop İstanbul med shodom, ki je potekal v zvezi s prihajajočimi splošnimi volitvami 2011 .
Študije v zvezi s projektom so bile zaključene v dveh letih. Prekop je bil sprva predviden za obratovanje najkasneje leta 2023, na 100. obletnico ustanovitve republike.
22. januarja 2013 je turška vlada sporočila, da se bodo raziskave o prekopu začele maja 2013 . Aprila 2013 se je začela prva faza projekta Prekop İstanbul, ki vključuje gradnjo različne mreže mostov in avtocest .
Decembra 2019 se gradnja še ni začela. Predsednik Erdoğan je navedel, da bo razpis za projekt objavljen v začetku leta 2020. Medtem Ekrem İmamoğlu, ki je bil leta 2019 izvoljen za župana Carigrada iz opozicijske stranke CHP, nasprotuje projektu .
Januarja 2020 je ministrstvo za okolje in urbanizacijo odobrilo končno različico poročila o presoji vplivov na okolje (EIA) projekta Carigrajskega prekopa.

### Stroški
Turški predsednik Recep Tayyip Erdogan in uradniki mestne občine Carigrad so izjavili, da bo izgradnja Carigrajskega prekopa stala 75 milijard funtov . 
Osrednja vlada je kot glavno prednost postavila model gradi-vzdržuj-prenesi, vendar bo po potrebi uporabila svoj državni proračun. V fazi gradnje projekta bo zaposlenih približno 8-10 tisoč ljudi, medtem ko bo med operativno fazo zaposlenih 500-800. Predvideva se, da bi osebje turških oboroženih sil igralo ključno vlogo pri razvoju prekopa.

### Kritike
Nekateri kritiki so navedli, da želi Turčija zaobiti Montreuško konvencijo o režimu v Bosporju, da bi dosegla večjo avtonomijo pri prehodu vojaških ladij s Črnega v Marmarsko morje. 
Leta 2013 je Stratfor (ameriška geopolitična obveščevalna platforma in založnik) označil napovedan gradbeni proračun v višini 12 milijard dolarjev in začetni datum obratovanja leta 2023 kot »neresničea za projekt takega obsega« .